# Георги Филипов (общественик)
Георги Д. Филипов е български общественик от Македония.

## Биография
Роден е в град Ресен, тогава в Османската империя. Завършва в Цариград прогимназията към Българската духовна семинария. Работи като чиновник в Б. з. банка и като администратор във вестник „Еко дьо Бюлгари“ (L'Echo de Bulgarie). В 1913 г. става настоятел на дружество „Куриер“ в Пазарджик.
През Първата световна война е архивар в щаба на главно тилово управление. Награден е с орден „За военна заслуга“, VI степен.